# 小连翘
小连翘（学名：Hypericum erectum）又称小翘、七层兰、瑞香草、奶浆草、大田基、小瞿麦、排草、小对叶草、小元宝草等，为金丝桃科金丝桃属下的一个种。

## 特徵
小连翘见于中国大陆、朝鲜半岛、日本等地的草地及山野，为多年生草本，高20cm～60cm，光滑无毛。茎圆柱形。叶对生，无柄，狭长椭圆形、倒卵形或卵状椭圆形，长5～20mm，宽2～8mm，先端钝，全缘，基部钝形，半抱茎，上面散布黑色油点。黑色油点含金丝桃素(hypericin)，为光作用性物质，摄取之后日光照射会发生皮肤炎或浮肿。花黄色，聚伞花序顶生或腋生。

## 功用
小连翘含大量鞣质，干燥之后可作药用，主要用来止血。

## 文化
小連翹在日語中被稱作“弟切草”（オトギリソウ），該名稱起源於平安時代的傳說，傳說有一家人為地方貴族養鷹，靠此藥來為鷹止血，但是弟弟洩露了這個秘密，結果為其兄斬殺，於是該草便名為“弟切草”。該草在日語語境下令人聯想“怨恨”及“秘密”等，並不吉利。SFC上有一款名為《弟切草》的恐怖AVG遊戲，關鍵物品便是該植物，之後移植到了PS、PC及Wii等平臺上，並出版了相關的漫畫、小說及電影。
小連翹常被誤認為是聖約翰草（St John's wort）的貫葉連翹，擁有施洗約翰的魔力。

## 扩展阅读
- 維基物種上的相關：小连翘